# V Liceum Ogólnokształcące im. Klaudyny Potockiej w Poznaniu
V Liceum Ogólnokształcące im. Klaudyny Potockiej w Poznaniu, liceum ogólnokształcące w Poznaniu popularnie znane jako "Klaudynka".

## Historia
Korzenie liceum sięgają roku 1830, a mianowicie tzw. "Luisenstiftung" – fundacji Luise von Radziwiłł (szkoły żeńskiej pierwotnie mieszczącej się w Pałacu Górków w Poznaniu, przemianowanej po odzyskaniu państwowości polskiej na Uczelnię im. Dąbrówki). Z tej uczelni Reskryptem Ministerstwa Wyznań Religijnych i Oświecenia Publicznego w dniu 1 września 1929 roku wyodrębniono filię neohumanistyczną. Nowa placówka korzystała ze wspólnych pomieszczeń, kadry nauczycielskiej, administracji i księgozbioru.
Ostateczna secesja liceum dokonała się podczas konferencji plenarnej 28 października 1935, podczas której zatwierdzono ministerialnie powstanie państwowego gimnazjum im. Klaudyny Potockiej. W 1937 roku nowa szkoła otrzymała wyższy szczebel nauczania i nową nazwę: VII Państwowe Liceum i Gimnazjum im. Klaudyny Potockiej. Szkoła w tamtym czasie posiadała kompleks budynków przy ul. Młyńskiej 10.
Po II wojnie światowej szkoła wznowiła działalność. W latach 1945–1949 szkoła mieściła się na ul. Przemysłowej 46. Właśnie w tym okresie szkoła otrzymała nazwę Państwowej Szkoły Ogólnokształcącej Stopnia Licealnego nr 5, a następnie V Liceum Ogólnokształcące. W dniu 7 września 1965 nastąpiła przeprowadzka ze starego gmachu szkolnego przy ulicy Przemysłowej 46 do nowego przy ulicy Zmartwychwstańców 10 (gdzie pozostała do dziś). W 1986, podczas uroczystości jubileuszu 50-lecia szkoły, otrzymała ona Odznakę Honorową Miasta Poznania, którą wręczył prezydent Andrzej Wituski. Wystąpiła wówczas absolwentka liceum, Hanna Stankówna i koncertowała orkiestra Agnieszki Duczmal. 
Do 1989 szkoła nosiła imię Marii Koszutskiej. W 1989 podjęto uchwałę o przywróceniu szkole imienia patronki Klaudyny Potockiej, które to imię szkoła nosi do dziś.

## Miejsce w rankingach
Miejsca w rankingu liceów sporządzanym przez portal WaszaEdukacja.pl:
- 2020 - 8. miejsce w Poznaniu[2]
- 2019 - 9. miejsce w Poznaniu[3]
- 2018 - 9. miejsce w Poznaniu[4]
- 2017 - 8. miejsce w Poznaniu[5]

## Absolwenci
- Marta Cugier, wokalistka grupy Lombard
- Zdzisława Donat, śpiewaczka operowa
- Agnieszka Duczmal, dyrygent
- Hanna Ereńska-Barlo, szachistka
- Jarosława Jóźwiakowska, siatkarka i lekkoatletka, medalistka olimpijska
- Alicja Karłowska-Kamzowa, historyk sztuki
- Leszek Nogowski, prorektor Akademii Rolniczej w Poznaniu
- Krzysztof Pawlak, piłkarz m.in. Lecha, trener klubowy i reprezentacji Polski
- Urszula Sipińska, piosenkarka
- Barbara Sobotta, lekkoatletka, mistrzyni Europy i medalistka olimpijska
- Hanna Stankówna, aktorka
- Katarzyna Werner(inne języki), dziennikarka telewizyjna